# Tommy Milner
Tom Milner Jr. (Washington D. C., Estados Unidos; 28 de enero de 1986), más conocido como Tommy Milner, es un piloto de automovilismo estadounidense. Ha competido profesionalmente en gran turismos para los fabricantes Panoz, BMW y desde 2011 Chevrolet. Resultó campeón de la American Le Mans Series 2012, cuarto en 2010 y sexto en 2007 y 2009, y campén de la IMSA SportsCar Championship en 2016. También fue ganador de las 24 Horas de Le Mans de 2011 y 2015, las 24 Horas de Daytona de 2016, las 24 Horas de Dubái de 2011, y las 12 Horas de Sebring de 2013 y 2016.
Milner se crio en Winchester, estado de Virginia. Su padre, Tom Milner Sr., es dueño del equipo PTG, para el cual ha corrido en varias oportunidades.

## Carrera deportiva
Milner disputó la Fórmula BMW USA 2004 con el equipo PTG, donde resultó octavo sin podios. Ese año participó en tres carreras de la Grand-Am Rolex Sports Car Series con un BMW M3 también de PTG, obteniendo una victoria en la clase GT. En 2005, se convirtió en titular del equipo PTG de la serie Grand-Am. Al volante de un BMW M3 de la clase GT, obtuvo tres victorias y siete podios, quedando octavo en el campeonato de pilotos.
Multimatic fichó a Milner para competir en la temporada 2006 con un Panoz Esperante oficial de la clase GT2. Acompañado de Gunnar Jeanette, consiguió dos cuartos lugares y un quinto en la American Le Mans Series, de modo que finalizó 14.º en el campeonato de pilotos de GT2. También debutó en las 24 Horas de Le Mans con el mismo equipo, abandonando a las pocas horas.
En 2007, el piloto disputó los 1000 km de Valencia de la Le Mans Series y las 24 Horas de Le Mans con un Panoz Esperante del equipo LNT, abandonando en ambas oportunidades. Por otra parte, continuó en la American Le Mans Series al volante de un Porsche 911 de Rahal junto a Ralf Kelleners. Obtuvo cinco podios en la clase GT2, destacándose un tercer puesto en Petit Le Mans, y quedó sexto en la tabla de posiciones.
Milner volvió a pilotar un Panoz Esperante oficial en la American Le Mans Series 2008, pero ahora con el equipo PTG. Acumuló dos cuartos lugares y dos quintos, y se ubicó en la 14.ª posición en el campeonato de pilotos de GT2. No obstante, continuó su relación con Rahal, al disputar cinco fechas del SCCA World Challenge con un Aston Martin DB9 de la clase GT.
Rahal volvió a contratar a Milner para disputar la American Le Mans Series 2009, ahora con un BMW M3 oficial. Junto a Dirk Müller, consiguió cinco podios, uno de ellos en Petit Le Mans, por lo que alcanzó la sexta colocación en el campeonato de pilotos de GT y la tercera en el campeonato de equipos. También corrió los 1000 km de Okayama de la Asian Le Mans Series para Rahal, logrando la victoria en la primera manga.
En 2010, su compañero de butaca en Rahal pasó a ser Bill Auberlen. Obtuvo seis podios en nueve carreras de la ALMS, incluyendo un segundo lugar en las 12 Horas de Sebring, pero no pudo ganar. Aun así, quedó cuarto en el clasificador final de GT.
Milner se convirtió en piloto oficial de Chevrolet para la temporada 2011. Debutó con el Chevrolet Corvette con un tercer puesto en la clase GT de las 12 Horas de Sebring, acompañado de Olivier Beretta y Antonio García. Sin embargo, el resto del año consiguió solamente un quinto lugar como mejor resultado, de modo que él y Beretta quedaron relegados al 16.º puesto en la tabla de posiciones. Como contrapartida, obtuvo la victoria en la clase GT de las 24 Horas de Le Mans, contando como tercer piloto a García. Además, retornó a la serie Grand-Am para disputar las 6 Horas de Watkins Glen con un Chevrolet Camaro de Autohaus, resultando segundo en la clase GT. Por otra parte, ganó las 24 Horas de Dubái y corrió las 24 Horas de Nürburgring con un BMW Z4 de Schubert.
Oliver Gavin se convirtió en el compañero de butaca de Milner en el Corvette para la ALMS 2012. Cosechó cuatro victorias y siete podios en diez carreras, obteniendo el título de GT frente a sus compañeros de equipo y a la dupla de Extreme Speed. De vuelta en las 24 Horas de Le Mans, su Corvette arribó a meta retrasado. Además, disputó las 24 Horas de Daytona de la serie Grand-Am con un Chevrolet Camaro de Autohaus, y corrió las 24 Horas de Nürburgring con un Chevrolet Callaway de Haribo.
En 2013, Milner logró dos victorias y cuatro podios en la ALMS junto a Gavin, entre las 12 Horas de Sebring con la colaboración de Richard Westbrook. Así, resultó cuarto en el campeonato de pilotos de GT, y campeón de equipos con Corvette. En las 24 Horas de Le Mans llegó séptimo en la clase GT, también pilotando un Corvette junto a Gavin y Westbrook. Además, disputó las 24 Horas de Daytona con un Chevrolet Camaro de Stevenson, acompañado de Jan Magnussen entre otros.
Milner siguió con Corvette en el nuevo campeonato United SportsCar Championship en 2014. Con Gavin, obtuvo un podio en 11 carreras, por lo cual terminó decimotercero en la clase GT Le Mans.
En 2015, Milner y Gavin obtuvieron dos podios de clase en las 24 Horas de Daytona y en Petit Le Mans, por lo cual repitieron el mismo resultado que en el 2014. Aunque, en las 24 Horas de Le Mans logró la victoria de clase, teniendo como piloto adicional a Jordan Taylor
Milner inició el IMSA SportsCar Championship 2016 con victorias de clase en las 24 Horas de Daytona y las 12 Horas de Sebring, acompañado de Gavin y Marcel Fässler (este último como piloto adicional). El dúo logró ganar también en Lime Rock y Road America, más dos segundos lugares y un terceros, para quedarse con el título en la clase GT Le Mans.